# Llista d'objectes creats per la humanitat sobre la Lluna

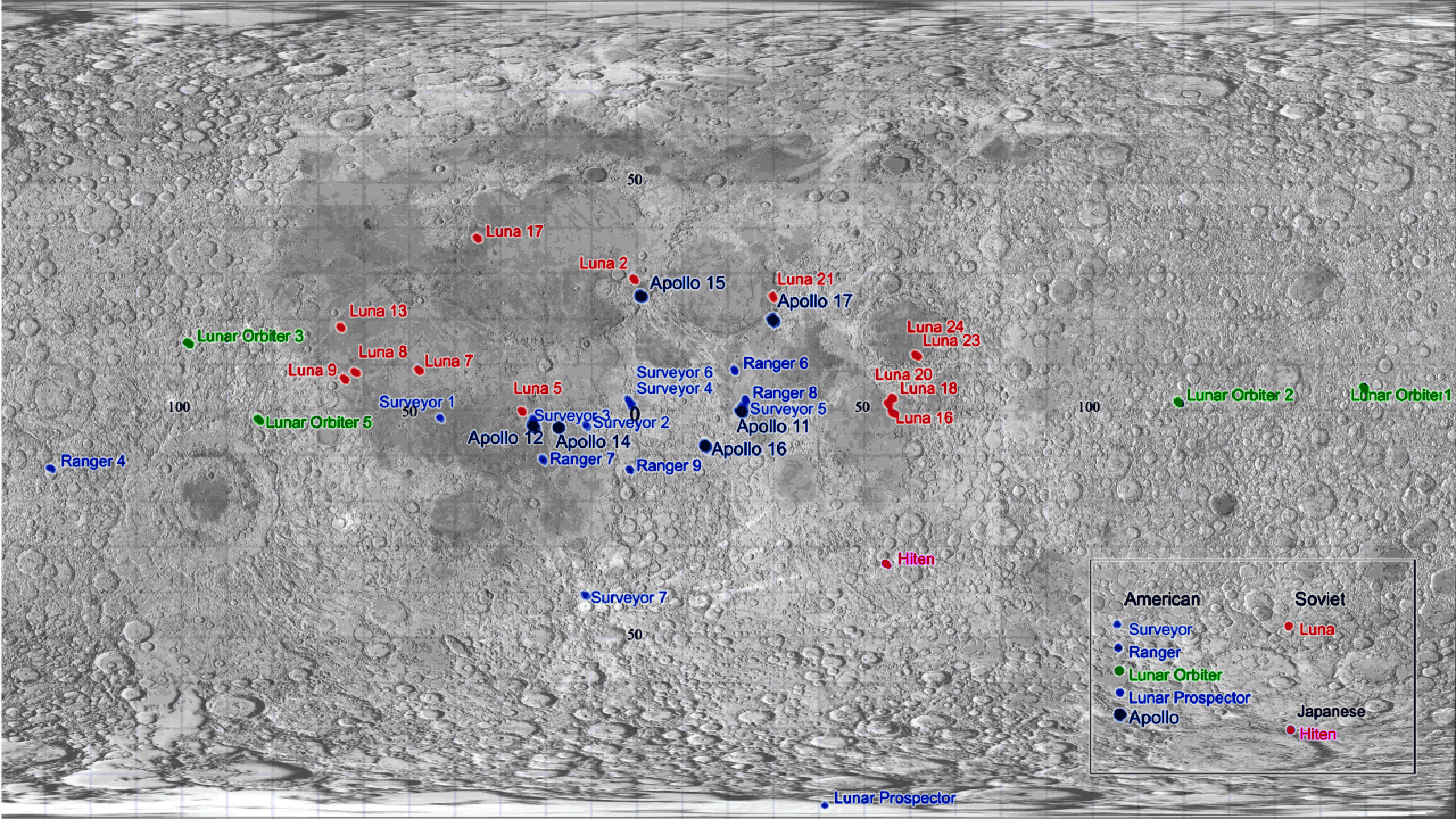
Localització dels objectes artificials més grossos escampats per la Lluna, sobreposats en dades de la missió Clementine en projecció cilíndrica equidistant.

En aquest article hi apareix una llista parcial dels materials creats per la humanitat que es troben sobre la superfície de la Lluna. La taula que segueix a continuació no enumera, separadament, petits objectes com retroflectors, material de l'Apollo Lunar Surface Experiment, o objectes commemoratius, artístics o personals abandonats pels astronautes del programa Apollo, com ara banderes dels Estats Units, plaques commemoratives enganxades a les escales dels mòduls lunars Apollo, el pin de l'astronauta de plata que va deixar Alan Bean en honor de Clifton C. Williams, a qui havia reemplaçat, l'estatueta a l'astronauta caigut i la placa commemorativa deixades per la tripulació de l'Apollo 15, i les pilotes de golf que Alan Shepard va colpejar durant un passeig lunar de l'Apollo 14.
Les restes de cinc S-IVB de tercera etapa de coets Saturn V del programa Apollo són les peces més pesades enviades mai a la superfície lunar. Els humans han deixat uns 187.000 kg de material a la Lluna, mentre que al voltant de 380 kg de roca lunar ha estat traslladada a la Terra per les missions que hi han anat. Els únics objectes artificials de la Lluna que encara es troben actius són els retroreflectors dipositats en el marc dels lunar laser ranging experiments per les missions Apollo 11, 14 i 15 així com per les Lunokhod 1 i Lunokhod 2.
Els objectes situats a més de 90 ° est o oest es troben a la cara oculta de la Lluna, entre els que es troben el Ranger 4, el Lunar Orbiter 1, el Lunar Orbiter 2 o el Lunar Orbiter 3.

## Llegenda
| Colors | Colors              |
| ------ | ------------------- |
|        | No ha trasmès dades |
|        | Dades transmeses    |
|        | Operatiu            |

## Llistat d'objectes
| Objecte artificial                       | Imatge                        | País                          | Any                           | Massa (kg) | Estat                                         | Situació                                                                                |  |
| ---------------------------------------- | ----------------------------- | ----------------------------- | ----------------------------- | ---------- | --------------------------------------------- | --------------------------------------------------------------------------------------- |  |
| Luna 2                                   |                               | USSR                          | 1959                          | 390.2      | Intentionally crashed                         | 29° 06′ N, 0° 00′ E / 29.1°N,-0°E                                                       |  |
| Third stage of Luna 2 Vostok rocket      |                               | USSR                          | 1959                          | 9100       | Intentionally crashed                         | 29° 06′ N, 0° 00′ E / 29.1°N,-0°E                                                       |  |
| Ranger 4                                 |                               | US                            | 1962                          | 331        | Intentionally crashed                         | 15° 30′ S, 130° 42′ O / 15.5°S,130.7°O                                                  |  |
| Ranger 6                                 |                               | US                            | 1964                          | 381        | Intentionally crashed                         | 9° 21′ 29″ N, 21° 28′ 48″ E / 9.358°N,21.480°E                                          |  |
| Ranger 7                                 |                               | US                            | 1964                          | 365.7      | Intentionally crashed                         | 10° 38′ S, 20° 36′ O / 10.63°S,20.60°O                                                  |  |
| Luna 5                                   |                               | USSR                          | 1965                          | 1474       | Crashed                                       | 8° N, 23° O / 8°N,23°O                                                                  |  |
| Luna 7                                   |                               | USSR                          | 1965                          | 1504       | Crashed                                       | 9° 48′ N, 47° 48′ O / 9.8°N,47.8°O                                                      |  |
| Luna 8                                   |                               | USSR                          | 1965                          | 100        | Crashed                                       | 9° 06′ N, 63° 18′ O / 9.1°N,63.3°O                                                      |  |
| Ranger 8                                 |                               | US                            | 1965                          | 367        | Intentionally crashed                         | 2° 38′ 17″ N, 24° 47′ 13″ E / 2.638°N,24.787°E                                          |  |
| Ranger 9                                 |                               | US                            | 1965                          | 367        | Intentionally crashed                         | 12° 49′ 41″ S, 2° 23′ 13″ O / 12.828°S,2.387°O                                          |  |
| Luna 9                                   |                               | USSR                          | 1966                          | 100        | Landed                                        | 7° 05′ N, 64° 22′ O / 7.08°N,64.37°O                                                    |  |
| Luna 10                                  |                               | USSR                          | 1966                          | 1600       | Crashed (post-mission)                        | ?                                                                                       |  |
| Luna 11                                  |                               | USSR                          | 1966                          | 1640       | Crashed                                       | ?                                                                                       |  |
| Luna 12                                  |                               | USSR                          | 1966                          | 1670       | Crashed                                       | ?                                                                                       |  |
| Surveyor 1                               |                               | US                            | 1966                          | 270        | Landed                                        | 2° 28′ 26″ S, 43° 20′ 20″ O / 2.474°S,43.339°O                                          |  |
| Luna 13                                  |                               | USSR                          | 1966                          | 1700       | Landed                                        | 18° 52′ N, 62° 03′ O / 18.87°N,62.05°O                                                  |  |
| Lunar Orbiter 1                          |                               | US                            | 1966                          | 386        | Crashed (post-mission)                        | 6° 42′ N, 162° 00′ E / 6.70°N,162°E                                                     |  |
| Surveyor 2                               |                               | US                            | 1966                          | 292        | Crashed                                       | 5° 30′ S, 12° 00′ O / 5.5°S,12°O                                                        |  |
| Lunar Orbiter 2                          |                               | US                            | 1966                          | 385        | Crashed (post-mission)                        | 3° 00′ N, 119° 00′ E / 3.0°N,119°E                                                      |  |
| Lunar Orbiter 3                          |                               | US                            | 1966                          | 386        | Crashed (post-mission)                        | 14° 18′ N, 97° 42′ O / 14.3°N,97.7°O                                                    |  |
| Surveyor 3                               |                               | US                            | 1967                          | 281        | Landed (portions recovered by Apollo 12 crew) | 3° 00′ 54″ S, 23° 25′ 05″ O / 3.015°S,23.418°O                                          |  |
| Lunar Orbiter 4                          |                               | US                            | 1967                          | 386        | Crashed (post-mission)                        | ?                                                                                       |  |
| Surveyor 4                               |                               | US                            | 1967                          | 283        | Crashed                                       | 0° 24′ N, 1° 20′ O / 0.4°N,1.33°O                                                       |  |
| Explorer 35 (IMP-E)                      |                               | US                            | 1967                          | 104.3      | Crashed (post mission)                        | ?                                                                                       |  |
| Lunar Orbiter 5                          |                               | US                            | 1967                          | 386        | Crashed (post-mission)                        | 3° S, 83° O / 3°S,83°O                                                                  |  |
| Surveyor 5                               |                               | US                            | 1967                          | 281        | Landed                                        | 1° 27′ 40″ N, 23° 11′ 42″ E / 1.461°N,23.195°E                                          |  |
| Surveyor 6                               |                               | US                            | 1967                          | 282        | Landed                                        | 0° 29′ N, 1° 24′ O / 0.49°N,1.40°O                                                      |  |
| Surveyor 7                               |                               | US                            | 1968                          | 290        | Landed                                        | 40° 52′ S, 11° 28′ O / 40.86°S,11.47°O                                                  |  |
| Luna 14                                  |                               | USSR                          | 1968                          | 1670       | Crashed                                       | ?                                                                                       |  |
| Apollo 10 LM-4 Snoopy descent stage      |                               | US                            | 1969                          | 2211       | Crashed (post-mission)                        | ?                                                                                       |  |
| Luna 15                                  |                               | USSR                          | 1969                          | 2718       | Crashed                                       | ?                                                                                       |  |
| Apollo 11 LM-5 Eagle descent stage       |                               | US                            | 1969                          | 2034       | Landed                                        | 0° 40′ 27″ N, 23° 28′ 23″ E / 0.6741°N,23.4730°E                                        |  |
| Apollo 11 LM-5 Eagle ascent stage        |                               | US                            | 1969                          | 2184       | Crashed (post-mission)                        | ?                                                                                       |  |
| Apollo 12 LM-6 Intrepid descent stage    |                               | US                            | 1969                          | 2211       | Landed                                        | 3° 00′ 45″ S, 23° 25′ 18″ O / 3.0124°S,23.4216°O                                        |  |
| Apollo 12 LM-6 Intrepid ascent stage     |                               | US                            | 1969                          | 2164       | Crashed (post-mission)                        | 3° 56′ S, 21° 12′ O / 3.94°S,21.20°O                                                    |  |
| Luna 16 descent stage                    |                               | USSR                          | 1970                          | 1380       | Landed                                        | 0° 41′ S, 56° 18′ E / 0.68°S,56.3°E                                                     |  |
| Luna 17 and Lunokhod 1                   |                               | USSR                          | 1970                          | 5600       | Landed                                        | 38° 17′ N, 35° 00′ O / 38.28°N,35.0°O                                                   |  |
| Apollo 13 S-IVB (S-IVB-508)              |                               | US                            | 1970                          | 13454      | Intentionally crashed                         | 2° 45′ S, 27° 52′ O / 2.75°S,27.86°O                                                    |  |
| Luna 18                                  |                               | USSR                          | 1971                          | 1880       | Crashed                                       | 3° 34′ N, 56° 30′ E / 3.57°N,56.5°E                                                     |  |
| Luna 19                                  |                               | USSR                          | 1971                          | 1880       | Crashed                                       | ?                                                                                       |  |
| Apollo 14 S-IVB (S-IVB-509)              |                               | US                            | 1971                          | 14016      | Intentionally crashed                         | 8° 05′ S, 26° 01′ O / 8.09°S,26.02°O                                                    |  |
| Apollo 14 LM-8 Antares descent stage     |                               | US                            | 1971                          | 2144       | Landed                                        | 3° 38′ 43″ S, 17° 28′ 17″ O / 3.6453°S,17.4714°O                                        |  |
| Apollo 14 LM-8 Antares ascent stage      |                               | US                            | 1971                          | 2132       | Crashed (post-mission)                        | 3° 25′ S, 19° 40′ O / 3.42°S,19.67°O                                                    |  |
| Apollo 15 S-IVB (S-IVB-510)              |                               | US                            | 1971                          | 14036      | Intentionally crashed                         | 1° 31′ S, 11° 49′ O / 1.51°S,11.81°O                                                    |  |
| Apollo 15 LM-10 Falcon descent stage     |                               | US                            | 1971                          | 2809       | Landed                                        | 26° 07′ 56″ N, 3° 38′ 02″ E / 26.1322°N,3.6339°E                                        |  |
| Apollo 15 Lunar Roving Vehicle (LRV-001) |                               | US                            | 1971                          | 210        | Landed                                        | 26° 05′ N, 3° 40′ E / 26.08°N,3.66°E                                                    |  |
| Apollo 15 LM-10 Falcon ascent stage      |                               | US                            | 1971                          | 2132       | Crashed (post-mission)                        | 26° 22′ N, 0° 15′ E / 26.36°N,0.25°E                                                    |  |
| Apollo 15 subsatellite                   |                               | US                            | 1971                          | 36         | Crashed (post-mission)                        | ?                                                                                       |  |
| Luna 20 descent stage                    |                               | USSR                          | 1972                          | < 5727     | Landed                                        | 3° 34′ N, 56° 30′ E / 3.57°N,56.5°E                                                     |  |
| Apollo 16 S-IVB (S-IVB-511)              |                               | US                            | 1972                          | 14002      | Intentionally crashed                         | 1° 18′ N, 23° 48′ O / 1.3°N,23.8°O                                                      |  |
| Apollo 16 LM-11 Orion descent stage      |                               | US                            | 1972                          | 2765       | Landed                                        | 8° 58′ 23″ S, 15° 30′ 01″ E / 8.9730°S,15.5002°E                                        |  |
| Apollo 16 Lunar Roving Vehicle (LRV-002) |                               | US                            | 1972                          | 210        | Landed                                        | 8° 58′ S, 15° 31′ E / 8.97°S,15.51°E                                                    |  |
| Apollo 16 LM-11 Orion ascent stage       |                               | US                            | 1972                          | 2138       | Crashed (post-mission)                        | ?                                                                                       |  |
| Apollo 16 subsatellite                   |                               | US                            | 1972                          | 36         | Crashed (post-mission)                        | ?                                                                                       |  |
| Apollo 17 S-IVB (S-IVB-512)              |                               | US                            | 1972                          | 13960      | Intentionally crashed                         | 4° 13′ S, 12° 19′ O / 4.21°S,12.31°O                                                    |  |
| Apollo 17 LM-12 Challenger descent stage |                               | US                            | 1972                          | 2798       | Landed                                        | 20° 11′ 27″ N, 30° 46′ 18″ E / 20.1908°N,30.7717°E                                      |  |
| Apollo 17 Lunar Roving Vehicle (LRV-003) |                               | US                            | 1972                          | 210        | Landed                                        | 20° 10′ N, 30° 46′ E / 20.17°N,30.77°E                                                  |  |
| Apollo 17 LM-12 Challenger ascent stage  |                               | US                            | 1972                          | 2150       | Crashed (post-mission)                        | 19° 58′ N, 30° 30′ E / 19.96°N,30.50°E                                                  |  |
| Luna 21 and Lunokhod 2                   |                               | USSR                          | 1973                          | 4850       | Landed                                        | 25° 51′ N, 30° 27′ E / 25.85°N,30.45°E                                                  |  |
| Explorer 49 (RAE-B)                      |                               | US                            | 1973                          | 328        | Crashed                                       | ?                                                                                       |  |
| Luna 22                                  |                               | USSR                          | 1974                          | 4000       | Crashed                                       | ?                                                                                       |  |
| Luna 23                                  |                               | USSR                          | 1974                          | 5600       | Landed                                        | ~12.75ºN, ~62.2ºE                                                                       |  |
| Luna 24 descent stage                    |                               | USSR                          | 1976                          | < 5800     | Landed                                        | 12° 45′ N, 62° 12′ E / 12.75°N,62.2°E                                                   |  |
| Hagoromo / Hiten                         |                               | Japan                         | 1990                          | 12         | Crashed (orbit / crash not confirmed)         | ?                                                                                       |  |
| Hiten                                    |                               | Japan                         | 1993                          | 143        | Intentionally crashed                         | 34° 18′ S, 55° 36′ E / 34.3°S,55.6°E                                                    |  |
| Lunar Prospector                         |                               | US                            | 1998                          | 126        | Intentionally crashed                         | 87° 42′ S, 42° 21′ E / 87.7°S,42.35°E                                                   |  |
| SMART-1                                  |                               | ESA                           | 2006                          | 307        | Intentionally crashed                         | 34° 14′ S, 46° 12′ O / 34.24°S,46.2°O                                                   |  |
| Moon Impact Probe (MIP) / Chandrayaan-1  |                               | India                         | 2008                          | 35         | Intentionally crashed                         | 89° S, 30° O / 89°S,30°O                                                                |  |
| SELENE Rstar (Okina)                     |                               | Japan                         | 2009                          | 53         | Crashed                                       | 28° 12′ 47″ N, 159° 01′ 59″ O / 28.213°N,159.033°O                                      |  |
| Chang'e 1                                |                               | China                         | 2009                          | 2000       | Intentionally crashed                         | 1° 30′ S, 52° 22′ E / 1.50°S,52.36°E                                                    |  |
| SELENE (Kaguya) main orbiter             |                               | Japan                         | 2009                          | 1984       | Intentionally crashed                         | 65° 30′ S, 80° 30′ E / 65.5°S,80.5°E                                                    |  |
| LCROSS Shepherding Spacecraft            |                               | US                            | 2009                          | 700        | Intentionally crashed                         | 84° 43′ 44″ S, 49° 21′ 36″ O / 84.729°S,49.36°O, -3.80909 km elevation (Cabeus crater)  |  |
| LCROSS Centaur                           |                               | US                            | 2009                          | 2270       | Intentionally crashed                         | 84° 40′ 30″ S, 48° 43′ 30″ O / 84.675°S,48.725°O, -3.82693 km elevation (Cabeus crater) |  |
| GRAIL                                    |                               | US                            | 2012                          | 132.6      | Crashed (post-mission)                        | 75° 37′ N, 26° 38′ O / 75.62°N,26.63°O                                                  |  |
| Chang'e 3 & Yutu                         |                               | China                         | 2013                          | 1200       | Operated 964 days. Last contact Aug 3, 2016   | 44° 07′ N, 19° 31′ O / 44.12°N,19.51°O                                                  |  |
| LADEE                                    |                               | US                            | 2014                          | 248.2      | Intentionally crashed                         | Eastern rim of Sundman V crater                                                         |  |
| Total estimated dry mass (kg)            | Total estimated dry mass (kg) | Total estimated dry mass (kg) | Total estimated dry mass (kg) | 189,344    |                                               |                                                                                         |  |

## Galeria d'imatges
|  |  |  |
|  |  |  |